# Diver Down
Albums de Van Halen
Fair Warning
(1981) 1984
(1984)
Diver Down est le cinquième album studio de Van Halen.

## Historique

### Enregistrement
Diver Down est sorti le 14 avril 1982 sur le label Warner Bros Records et produit, comme ses prédécesseurs par Ted Templeman.
De retour de la tournée de promotion de l'album Fair Warning fin décembre 1981, le groupe s'apprête à prendre enfin, après cinq années de tournées consécutives, des vacances. Mais avant, le groupe enregistre et publie en janvier le single "Oh, Pretty Woman". Le morceau cartonnant dans les classements américains, leur maison de disque leur réclame un album pour capitaliser sur le succès du single . Cédant devant la pression exercée par Warner Bros Records, Van Halen investit les studios Amigo (leur studio fétiche, le Sunset Sound Recorders n'est pas disponible) et malgré le peu de matériau prêt, le groupe enregistre l'album en seulement douze jours.

### Contenu
Enregistré dans l'urgence, Diver Down est un album inégal. On y retrouve des morceaux typiques de Van Halen : Hang'em High, Secrets, The Full Bug, Little Guitars (ce dernier divisé en deux parties, dont une intro à la guitare), et pas moins de cinq reprises : Where Have All The good Times Gone de The Kinks, Pretty Woman de Roy Orbison, Dancing in the Street popularisé par Martha and the Vandellas et repris également par The Kinks, Big Bad Bill (Is Sweet William Now), un morceau jazz des années 1920 dans lequel le père des frères Van Halen, Jan Van Halen joue de la clarinette et Happy Trails composé par (Dale Evans) qui servait d'indicatif musical à une émission de radio des années 1940 et 50 et qui est chanté a cappella par les quatre membres du groupe.

L'album contient aussi des instrumentaux, comme Cathedral et Intruder.

### La pochette
La pochette représente le pavillon de plongée qui, placé sur un flotteur ou le mât d'un navire, sert à indiquer l'endroit où un ou plusieurs plongeurs sont sous l'eau. L'expression anglaise "diver down" signifie donc qu'un plongeur est en immersion.

### Réception de l'album
Bien que les membres du groupe estiment que Diver Down est leur album le plus faible, celui-ci atteint la 3e place du Billboard 200 aux États-Unis, où il s'écoule à plus de quatre millions d'exemplaires.

## Liste des titres
Face 1
- Tous les titres sont signés par le groupe sauf indications.

1. Where Have All the Good Times Gone! (Ray Davies) - 3:02
2. Hang'em High - 3:28
3. Cathedral - 1:20
4. Secrets - 3:25
5. Intruder - 1:39
6. Oh, Pretty Woman (Roy Orbison / Bill Dees) - 2:53

Face 2
1. Dancing in the Street (Marvin Gaye / William Stevenson / Ivy Jo Hunter) - 3:43
2. Little Guitars (intro) - 0:42
3. Little Guitars - 3:47
4. Big Bad Bill (Is Sweet William Now) (Milton Ager / Jack Yellen) - 2:44
5. The Full Bug - 3:18
6. Happy Trails (Dale Evans) - 1:03

## Musiciens
- David Lee Roth - chant, synthétiseur sur "Intruder", guitare acoustique et harmonica sur "The Full Bug"
- Eddie Van Halen - guitares électriques et acoustiques, chœurs, synthétiseur sur "Dancing in the Street"
- Michael Anthony – basse, chœurs
- Alex Van Halen – batterie, percussions

Musicien additionnel
- Jan Van Halen - clarinette sur "Big Bad Bill"

## Charts & certifications

### Album
Charts
| Pays                                 | Durée du classement | Meilleur classement | Date         |
| ------------------------------------ | ------------------- | ------------------- | ------------ |
| Allemagne (GfK Entertainment)        | 1 semaine           | 65e                 | 14 juin 1982 |
| Canada (RPM)                         | 17 semaines         | 5e                  | 19 juin 1982 |
| États-Unis (Billboard 200)           | 65 semaines         | 3e                  | 12 juin 1982 |
| France (SNEP)                        | 16 semaines         | 17e                 | 28 mai 1982  |
| Norvège (VG-lista)                   | 9 semaines          | 19e                 | 17 mai 1982  |
| Nouvelle-Zélande (RMNZ Albums Top40) | 5 semaines          | 37e                 | 16 mai 1982  |
| Pays-Bas (MegaCharts)                | 1 semaine           | 28e                 | 15 mai 1982  |
| Royaume-Uni (UK Albums Chart)        | 5 semaines          | 36e                 | 2 mai 1982   |
| Suède (Sverigetopplistan)            | 3 semaines          | 28e                 | 18 mai 1982  |

Certifications
| Pays       | Ventes      | Certification | Date               |
| ---------- | ----------- | ------------- | ------------------ |
| États-Unis | 500 000     | Or            | 30 juin 1982       |
| États-Unis | 1 000 000   | Platine       | 30 juin 1982       |
| États-Unis | 2 000 000   | 2 × Platine   | 22 octobre 1984    |
| États-Unis | 3 000 000   | 3 × Platine   | 22 février 1989    |
| États-Unis | 4 000 000 + | 4 × Platine   | 21 mai 1998        |
| Canada     | 100 000 +   | Platine       | 1er septembre 1984 |

### Singles
| Single                             | Chart                  | Durée du classement | Position | Date            |
| ---------------------------------- | ---------------------- | ------------------- | -------- | --------------- |
| Oh, Pretty Woman                   | Hot 100                | 16 semaines         | 12e      | 17 avril 1982   |
| Oh, Pretty Woman                   | Mainstream Rock Tracks | 15 semaines         | 1er      | 13 mars 1982    |
| Oh, Pretty Woman                   | (V) Ultratop           | 1 semaine           | 40e      | 6 mars 1982     |
| Oh, Pretty Woman                   | RPM Top Singles        | 16 semaines         | 5e       | 3 avril 1982    |
| Oh, Pretty Woman                   | FIMI                   | —                   | 40e      | 1982            |
| Oh, Pretty Woman                   | RMNZ Singles Top40     | 2 semaines          | 47e      | 9 mai 1982      |
| Oh, Pretty Woman                   | Mega Top 50            | 6 semaines          | 28e      | 13 mars 1982    |
| Dancing in the Street              | Hot 100                | 11 semaines         | 38e      | 3 juillet 1982  |
| Dancing in the Street              | Mainstream Rock Tracks | 15 semaines         | 3e       | 29 mai 1982     |
| Dancing in the Street              | RPM Top Singles        | 16 semaines         | 15e      | 24 juillet 1982 |
| Where Have All the Good Times Gone | Mainstream Rock Tracks | 12 semaines         | 17e      | 8 mai 1982      |
| Little Guitars                     | Mainstream Rock Tracks | 10 semaines         | 33e      | 24 juillet 1982 |
| Secrets                            | Mainstream Rock Tracks | 7 semaines          | 22e      | 12 juin 1982    |
| The Full Bug                       | Mainstream Rock Tracks | 3 semaines          | 42e      | 24 juillet 1982 |